# (14339) Knorre
(14339) Knorre est un astéroïde de la ceinture principale.

## Description
(14339) Knorre est un astéroïde de la ceinture principale. Il fut découvert le 10 avril 1983 à Naoutchnyï par Lioudmila Tchernykh. Il présente une orbite caractérisée par un demi-grand axe de 2,60 UA, une excentricité de 0,18 et une inclinaison de 14,4° par rapport à l'écliptique.

## Compléments